# Syllepte maculilinealis
Syllepte maculilinealis là một loài bướm đêm trong họ Crambidae.